# 45-мм танкова гармата зразка 1932/38 років (20-К)

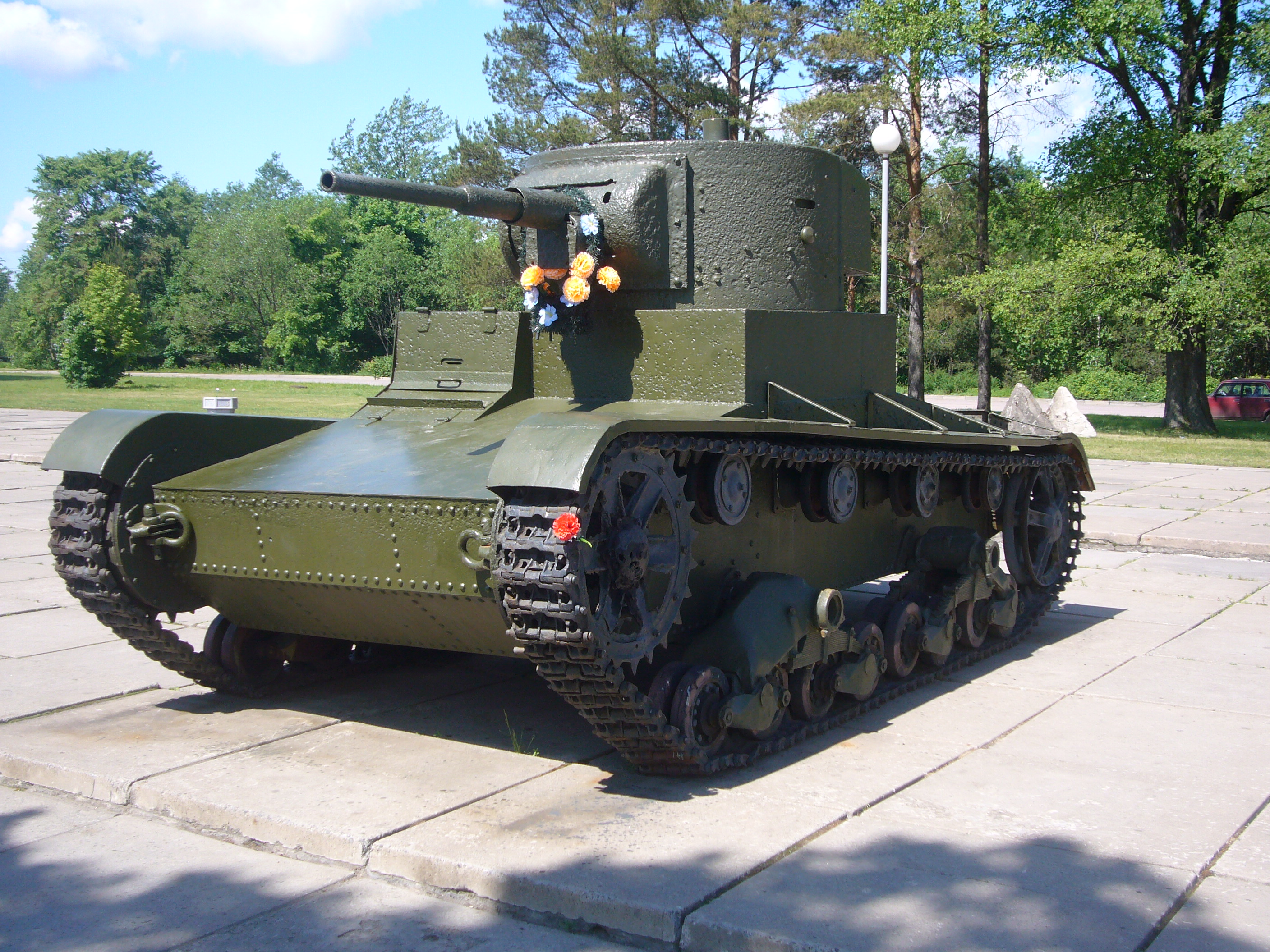
Танк Т-26 з гарматою 20-К, Кіровськ

45-мм танкова гармата зразка 1932/38 років (заводський індекс — 20-К) — радянська танкова гармата, розроблена на основі протитанкової гармати 19-К.

## Історія створення
Створена в КБ заводу № 8 (Московський гарматний завод ім. М. І. Калініна) на базі 45-мм протитанкової гармати 19-К. Після успішних випробувань в II кварталі 1932 року, була прийнята до серійного виробництва.
На початку 1933 року в тому ж КБ під керівництвом Берінга (провідний конструктор І. А. Лялін) був розроблений технічний проєкт монтажу в танк спареної установки 45-мм гармати і 7,62-мм кулемета ДТ.

## Характеристики боєприпасів
| Номенклатура боєприпасів                                                |            |                  |                              |                          |                       |
| Тип                                                                     | Позначення | Вага снаряда, кг | Вага ВР, г                   | Початкова швидкість, м/с | Дальність таблична, м |
| Каліберні бронебійні снаряди                                            |            |                  |                              |                          |                       |
| Бронебійно-трасуючий тупоголовий з балістичним наконечником             | БР-240     | 1,43             | 18,5 (A-IX-2)                | 760                      | 4000                  |
| Бронебійно-запальний трасуючий тупоголовий з балістичним наконечником   | БЗР-240    | 1,44             | 12,5+13 (запалювальна суміш) | 760                      | 4000                  |
| Бронебійний тупоголовий з балістичним наконечником                      | Б-240      | 1,43             | 19,5 (A-IX-2)                | 760                      | 4000                  |
| Бронебійно-трасуючий гостроголовий суцільний з балістичним наконечником | БР-240СП   | 1,43             | нет                          | 757                      | 4000                  |
| Підкаліберні бронебійні снаряди                                         |            |                  |                              |                          |                       |
| Підкаліберний бронебійно-трасуючий («котушкового» типу)                 | БР-240П    | 0,85             | нет                          | 985                      | 500                   |
| Осколкові снаряди                                                       |            |                  |                              |                          |                       |
| Осколковий сталевий                                                     | О-240      | 1,98—2,15        | 78                           | 343                      | 4200                  |
| Осколковий сталистого чавуну                                            | О-240А     | 1,98—2,15        | 78                           | 343                      | 4200                  |
| Картеч                                                                  |            |                  |                              |                          |                       |
| Картеч                                                                  | Щ-240      | 1,62             | 137 куль, 100 г. пороху      | ?                        | ?                     |

| Таблиця бронепробвності для 45-мм гармати 20-К |                           |                           |
| Бронебійні тупоголові снаряди Б-240, БР-240, БЗР-240 |                           |                           |
| Дальність, м | При куті зустрічі 60°, мм | При куті зустрічі 90°, мм |
| 100 | 43                        | 52                        |
| 250 | 39                        | 48                        |
| 500 | 35                        | 43                        |
| 1000 | 28                        | 35                        |
| 1500 | 23                        | 28                        |
| 2000 | 19                        | 23                        |
| Бронебійний гостроголовий суцільний снаряд БР-240СП |                           |                           |
| Дальність, м | При куті зустрічі 60°, мм | При куті зустрічі 90°, мм |
| 100 | 49                        | 59                        |
| 250 | 45                        | 55                        |
| 500 | 40                        | 51                        |
| 1000 | 32                        | 40                        |
| 1500 | 26                        | 33                        |
| 2000 | 22                        | 26                        |
| Підкаліберний бронебійний снаряд БР-240П |                           |                           |
| Дальність, м | При куті зустрічі 60°, мм | При куті зустрічі 90°, мм |
| 100 | 70                        | 96                        |
| 200 | 84                        | 65                        |
| 300 | 72                        | 59                        |
| 400 | 53                        | 61                        |
| 500 | 47                        | 51                        |
| Наведені дані відносяться до радянської методики вимірювання пробивної здатності (розрахована за формулою Жакоб-де-Марра для цементованої броні з коефіцієнтом K = 2400). Слід пам'ятати, що показники бронепробивності можуть помітно відрізнятися при використанні різних партій снарядів і різної технології виготовлення броні. |                           |                           |

## Використання
Застосовувалася на наступних бойових машинах:
| Назва | Тип                                            |
| ----- | ---------------------------------------------- |
| ПБ-4  | плаваючий бронеавтомобіль                      |
| БА-3  | середній бронеавтомобіль                       |
| БА-6  | середній бронеавтомобіль                       |
| БА-10 | середній бронеавтомобіль                       |
| БА-11 | важкий бронеавтомобіль                         |
| Т-26  | легкий танк                                    |
| Т-50  | легкий танк                                    |
| Т-70  | легкий танк                                    |
| Т-80  | легкий танк                                    |
| БТ-5  | легкий колісно-гусеничний танк                 |
| БТ-7  | легкий колісно-гусеничний танк                 |
| А-20  | дослідний легкий колісно-гусеничний танк       |
| Т-28  | середній трьохбаштовий танк (дослідний зразок) |
| Т-35  | важкий п'ятибаштовий танк                      |
| Т-100 | дослідний двобаштовий важкий танк              |
| СМК   | дослідний двобаштовий важкий танк              |